# Sečje selo
Sečje selo je naselje u slovenskoj Općini Črnomelju. Sečje selo se nalazi u pokrajini Dolenjskoj i statističkoj regiji Jugoistočnoj Sloveniji. 

## Stanovništvo
Prema popisu stanovništva iz 2002. godine naselje je imalo 124 stanovnika.